# Ridderorden in Samoa
Het koninkrijk Samoa werd in 1962 onafhankelijk van Nieuw-Zeeland. Het land stichtte pas in 1999 eigen ridderorden. Deze worden op onafhankelijkheidsdag, de eerste juni, verleend.
De koning is de Souverein van de drie ridderorden. Het verlenen van de orden gebeurt in zijn naam door het politiek verantwoordelijke kabinet.
- De Grote Orde van Samoa

Deze orde is de Bijzondere Klasse van de Orde van Samoa en wordt door de koning gedragen.
- De Orde van Samoa
- De Orde van Verdienste
- De Orde van Trouwe Dienst van het Staatshoofd